# Straßenbahn A Coruña
Die Straßenbahn A Coruña existierte von 1903 bis 1962 in der im Nordwesten Spaniens gelegenen Stadt A Coruña (bis 1998: La Coruña). 1997 wurde eine neue Strecke als Touristenbahn eröffnet, die bis 2011 verkehrte.

## Pferdebahn und erste Straßenbahn
1903 ging in La Coruña eine Pferdebahn in Betrieb, aus der 1913 eine meterspurige elektrische Straßenbahn hervorging. Ab 1922 gehörte auch die Überlandbahn in das 20 km entfernte Sada, wohin große vierachsige Fahrzeuge verkehrten, zum Betrieb. In den 1930er Jahren umfasste das von der Compañía de Tranvías de La Coruña, S.A. betriebene Netz sieben Linien. Die Triebwagen der kurzen Linien des Stadtnetzes waren zweiachsig und entstammten verschiedenen Serien.
Nach dem Zweiten Weltkrieg lösten Oberleitungsbusse fast alle Straßenbahnen ab. Mit Ausnahme der kurzen Linie 3, die bis zum 19. Juli 1962 zwischen den Stationen Plaza de Minas und Ciudad Jardín pendelte, verschwanden sie in den 1950er Jahren.

Erste Straßenbahn
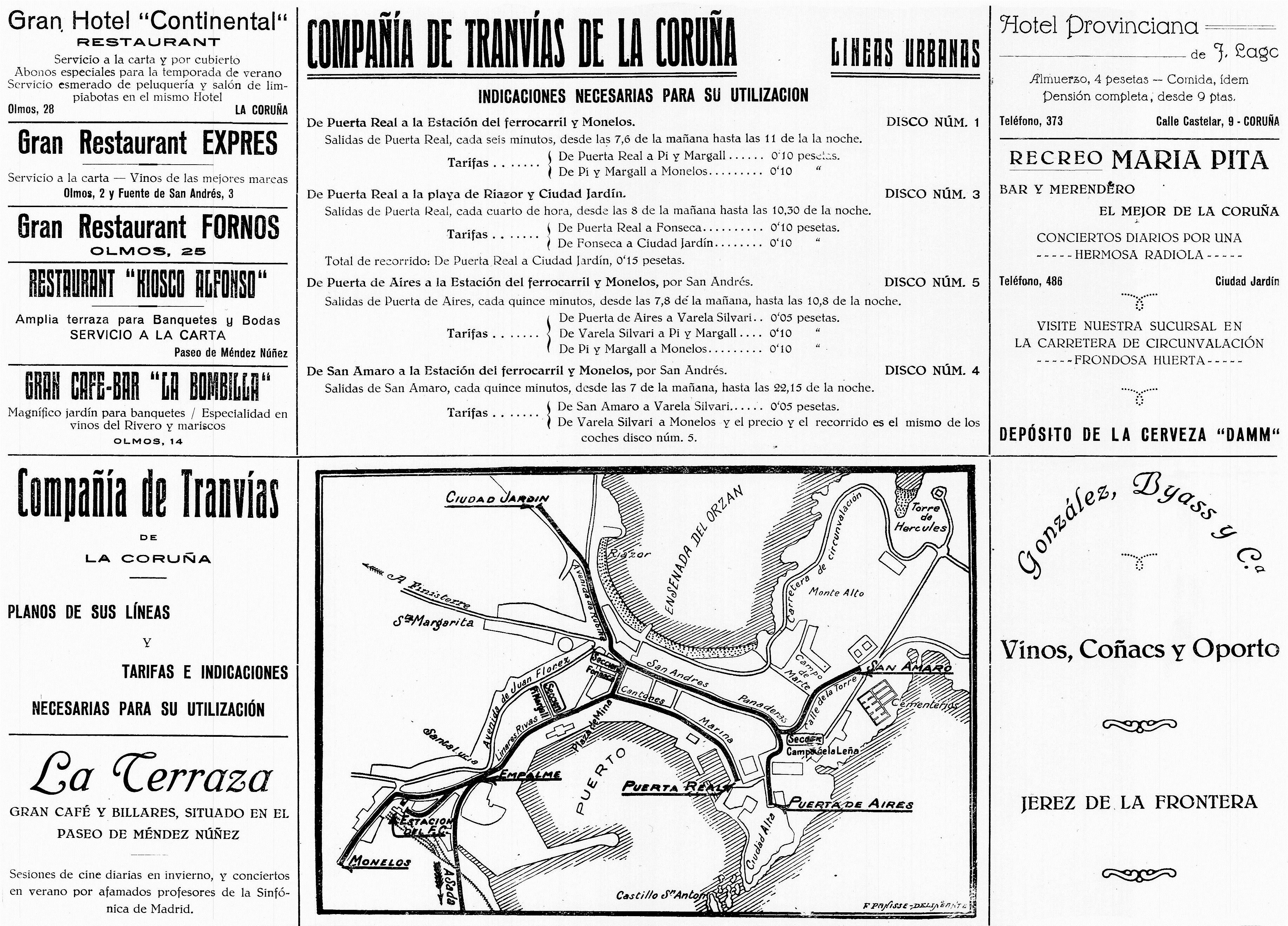
Netzplan La Coruña um 1910
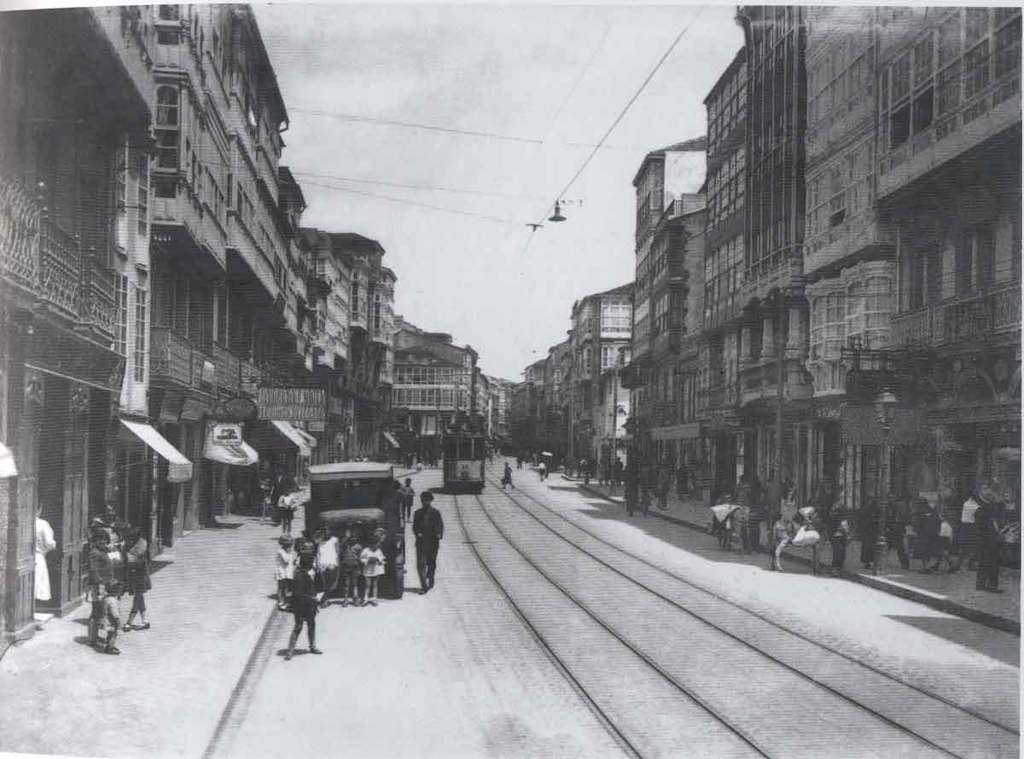
Straßenbahn in der Calle San Andrés (1935)

## Oberleitungsbus
Die ersten Oberleitungsbusse verkehrten im Jahr 1948 in der Stadt, das Netz des städtischen Obusbetriebs erreichte bald eine beachtliche Ausdehnung. Zum Einsatz kamen verschiedene zweiachsige Fahrzeugtypen, ab 1962 auch aus London erworbene dreiachsige Doppeldecker. Sie wurden zum Teil mit Oberdeck eingesetzt, so auf der von 1950 bis 1971 existierenden, 33 km langen Überland-Obuslinie nach Carballo, andere wurden zu Eindeckern umgebaut. Am 4. Januar 1979 wurde der Obusbetrieb in La Coruña eingestellt.

## Zweite Straßenbahn

### Geschichte und Beschreibung
Anfang der 1990er Jahre gab es in Spanien nur noch zwei Straßenbahnbetriebe, und diese dienten ausschließlich touristischen Zwecken: in Sóller auf Mallorca und in Barcelona (Tramvia Blau). Erste Pläne zum Aufbau eines neuen Straßenbahnnetzes in La Coruña stammen aus dieser Zeit. Anders als Valencia, wo damals eine moderne Straßenbahn mit Niederflurwagen gebaut wurde, plante La Coruña eine für Touristen gedachte Nostalgiestraßenbahn. Sie sollte zur Keimzelle für ein später zu realisierendes, niederfluriges Netz werden.
Am 1. Mai 1997 nahmen zwei Triebwagen mit dem historischen Aussehen der ehemaligen Straßenbahn den Planbetrieb auf der neuen Strecke auf. Den Wagen 32 hatte 1919 die US-amerikanische J. G. Brill Company gebaut. Er ist der letzte einst in La Coruña eingesetzte Wagen und wurde innen und außen vollkommen restauriert. Hingegen ist der Wagen 27 ein Neubau von CAF nach alten Plänen, wobei Teile das Fahrgestells und weitere Ausrüstungsteile von ausgemusterten Fahrzeugen der Straßenbahn Lissabon stammen. Auch die Fahrmotoren beider Triebwagen kamen von dort.
Der erste Abschnitt der neuen Strecke verläuft auf 2,3 km Länge zwischen den vorläufigen Endpunkten Castillo de San Antón und Torre de Hércules. Er ist wiederum meterspurig und wurde zweigleisig auf den rechten Fahrstreifen der vierspurigen Uferstraße angelegt. Die Fahrleitung ist an ausladenden roten Masten aufgehängt, die zugleich als Laternenpfähle für die Straßenbeleuchtung dienen. Über eine Betriebsstrecke von der damaligen Endhaltestelle Torre de Hérkules aus ist der großzügig konzipierte Betriebshof angebunden.
Die erste Verlängerung von der Torre de Hérkules zur Endschleife María Pita ging am 23. April 1999 in Betrieb. Eingleisig auf eigenem Bahnkörper baute man vom anderen Streckenende aus die Erweiterung um ca. 500 m zur Puerta Real und mit einer Ausweiche entlang der Hauptbadestrände Playa Orzán und Playa Riazor zum Stadion Riazor (Palacio de Deportes). Diese beiden Abschnitte wurden im Jahr 2001 eröffnet. Da die Strandstrecke von einem im Gleisbau kaum erfahrenen Unternehmen errichtet wurde, kam es als Folge mangelhafter Ausführung dort zu Geschwindigkeitsbeschränkungen.

### Fahrzeuge
Neben den Triebwagen 27 und 32 existieren zwei von der Straßenbahn Lissabon gebraucht erworbene Fahrzeuge: Nr. 100 (vorm. Lissabon Nr. 743, 1947 bei Maley & Taunton gebaut) und Nr. 101 (vorm. Lissabon Nr. 712, 1936 bei Maley & Taunton gebaut). Von der Straßenbahn Porto kam der im Mai 2009 in Betrieb genommene Wagen 201, der 1939 bei Brill entstanden war und in Porto die Nummer 223 trug. Zwei weitere Wagen aus Porto (212, ex Porto 212, Bj. 1939, Brill und 214, ex Porto 214, Bj. 1946, Brill) warteten mangels Finanzierung 2009 noch auf die Umspurung und Aufarbeitung. Der Triebwagen 57 ist ein restauriertes Fahrzeug, das von der Straßenbahn Zaragoza stammt und von einem Privatmann zur Verfügung gestellt wurde, aber nicht für den Fahrgastverkehr zugelassen ist.
Im Hinblick auf den weiteren Ausbau zur modernen Niederflurstraßen- bzw. Stadtbahn wurde 1999 der Prototyp des Siemens Combino in La Coruña im Fahrbetrieb vorgeführt.

Fahrzeuge der Straßenbahn
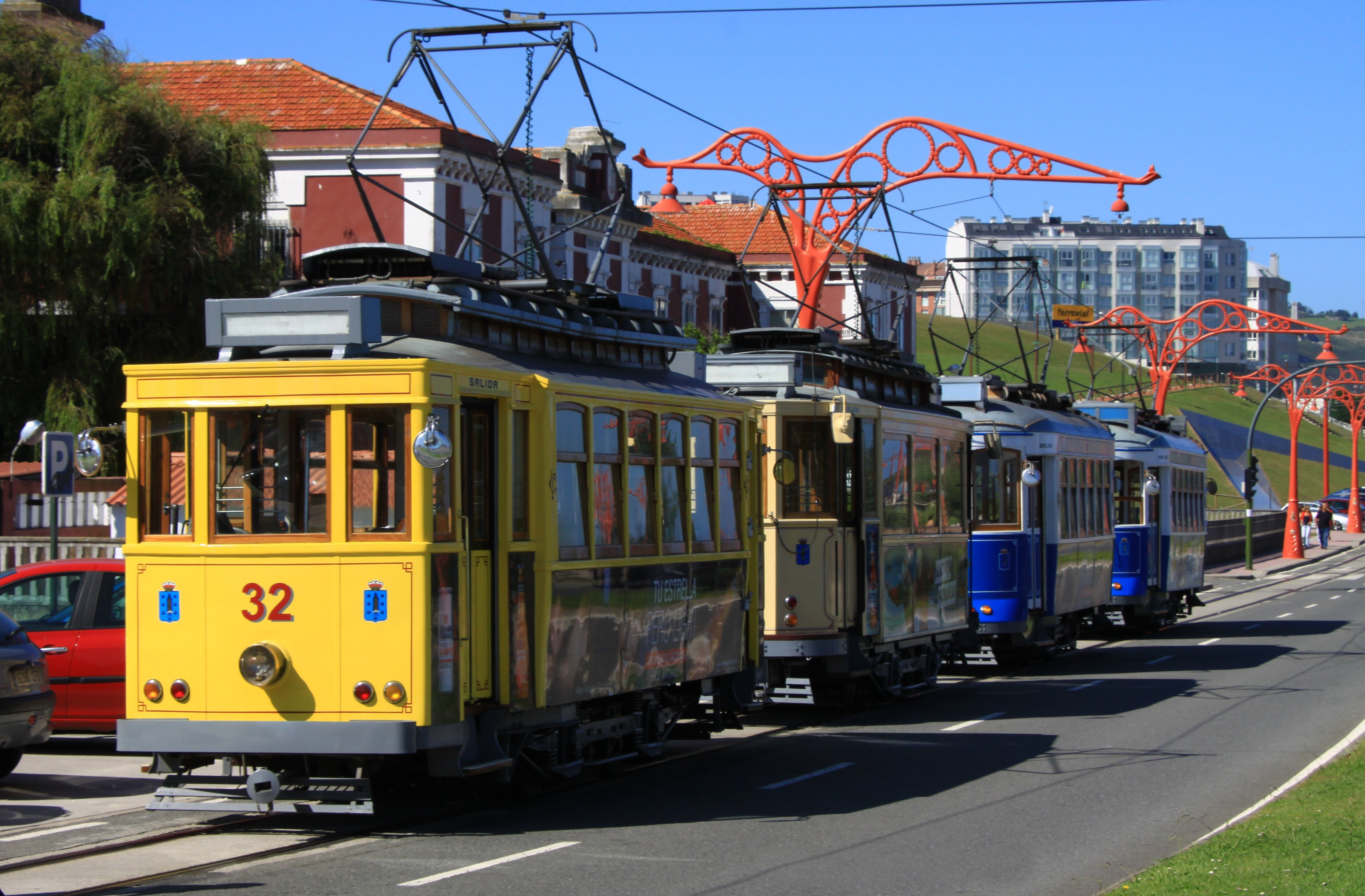
Der Wagen 32 (an der Spitze einer Fahrzeugparade) ist das einzige erhaltene Fahrzeug des ersten Straßenbahnbetriebs
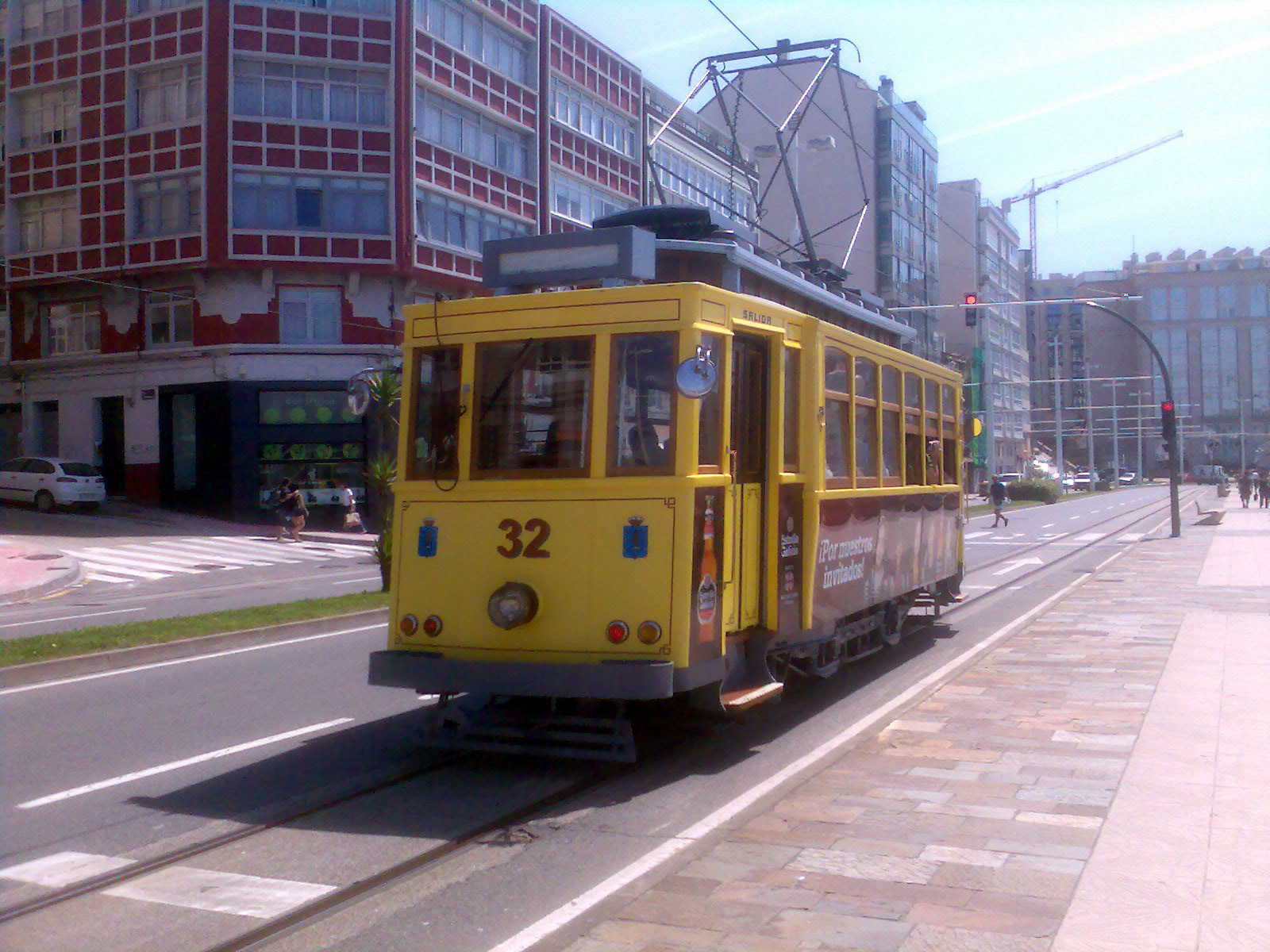
Triebwagen 32
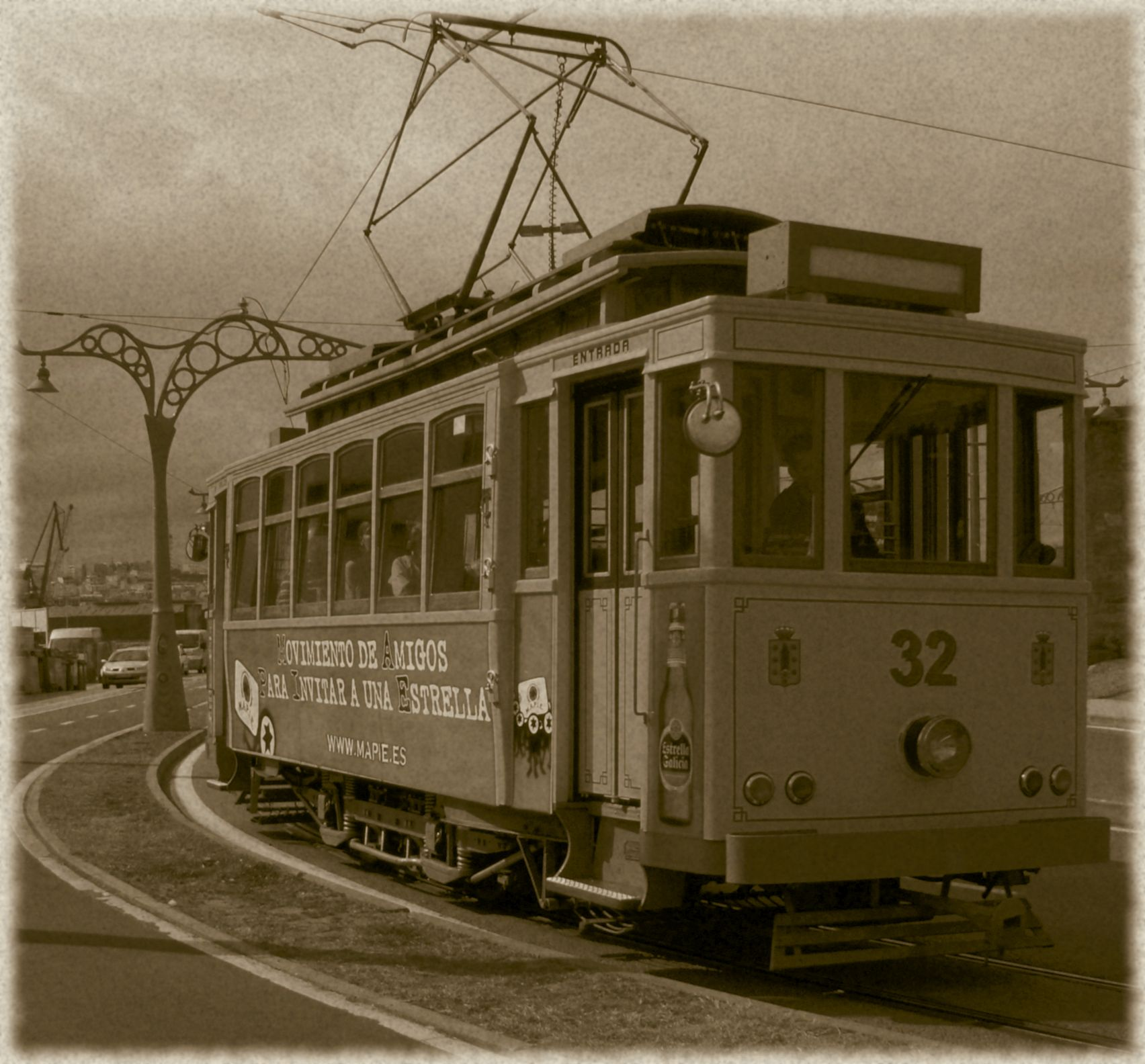
Triebwagen 32
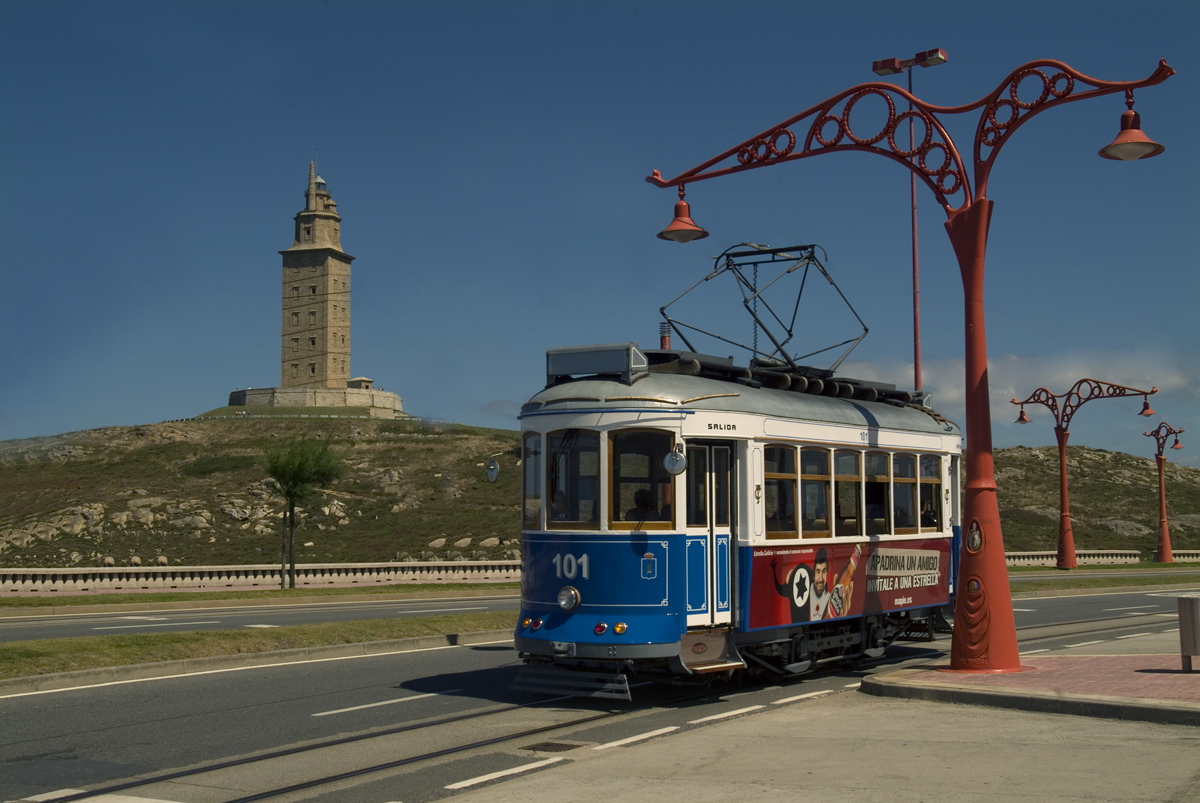
Triebwagen 101 vor der Torre de Hércules, 2008
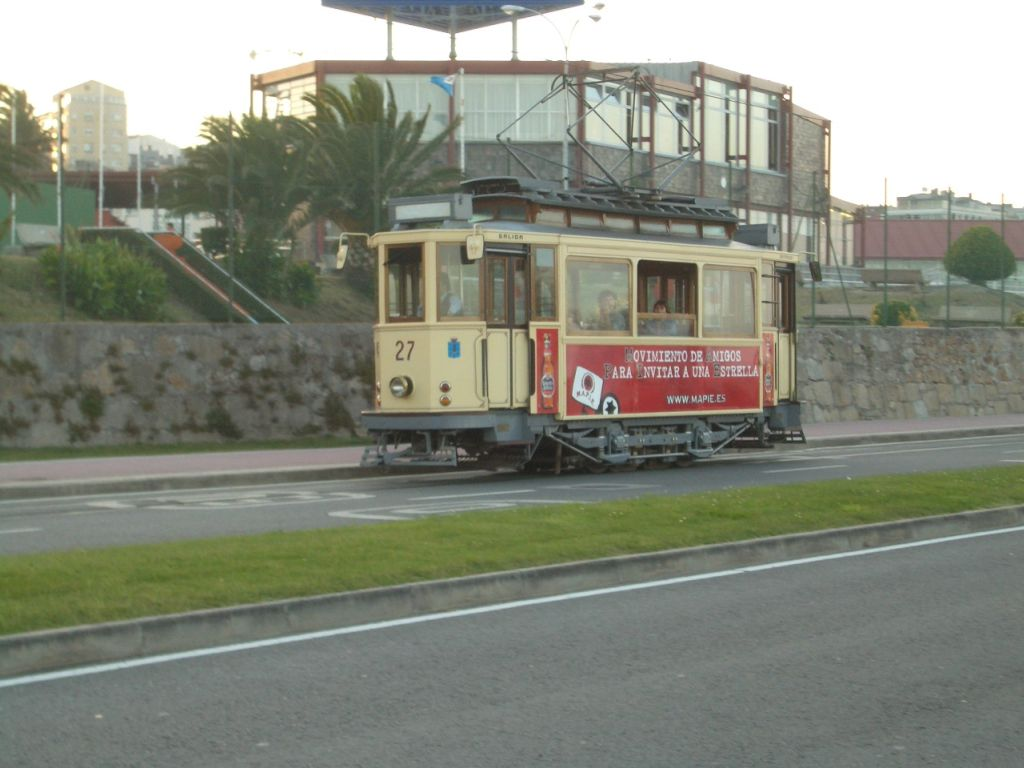
Triebwagen 27, ein Neubau von CAF
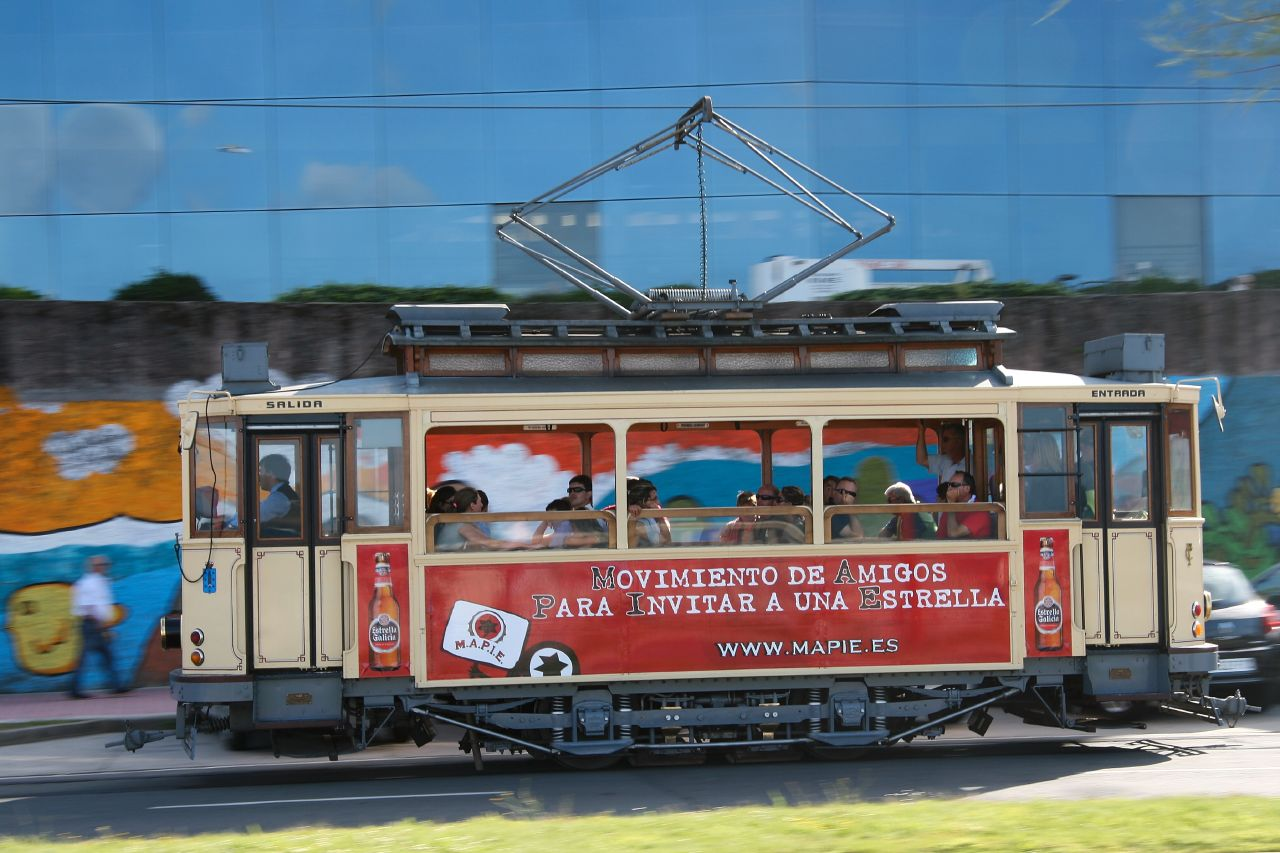
Triebwagen 27
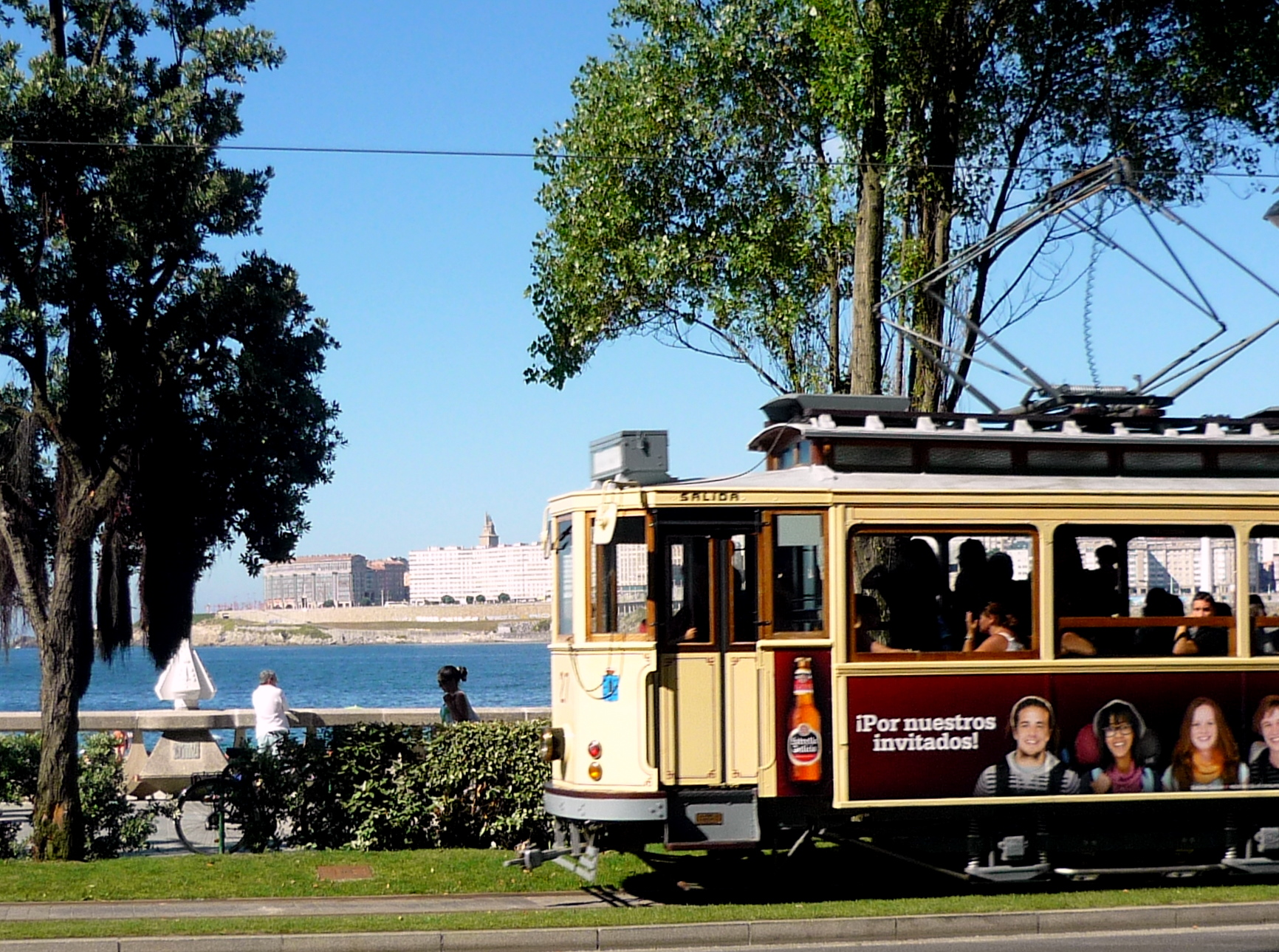
Triebwagen 27
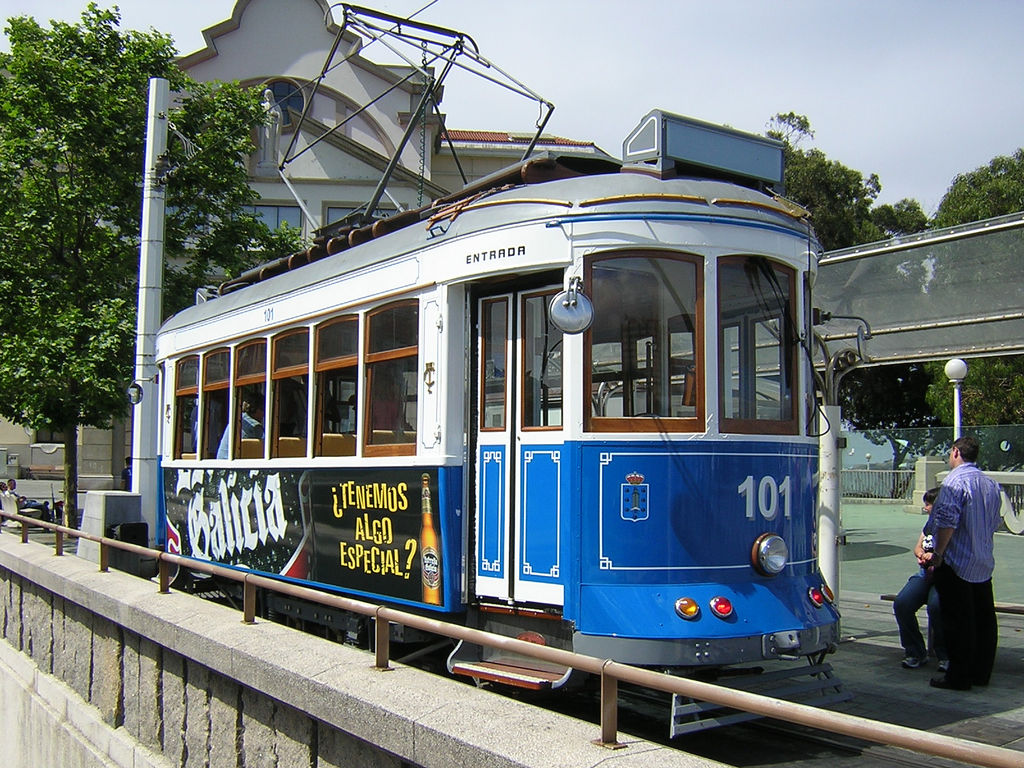
Das Entgleisen des Wagens 100, vormals Straßenbahn Lissabon Nr. 743, führte 2011 zur Einstellung des Betriebs
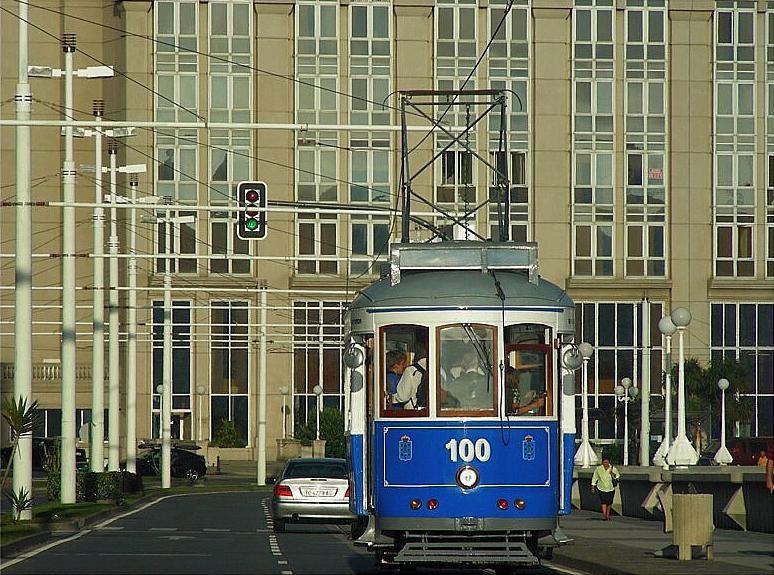
Triebwagen 100
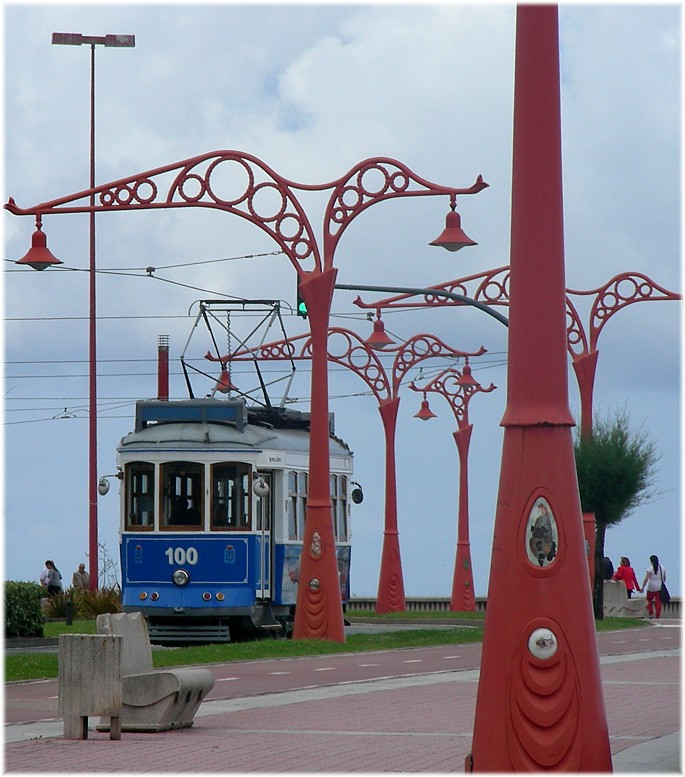
Triebwagen 100
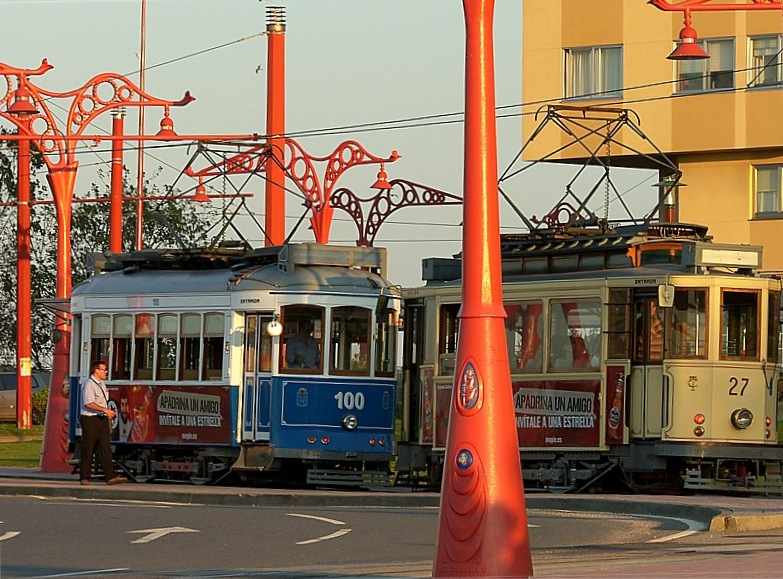
Triebwagen 100 und 27
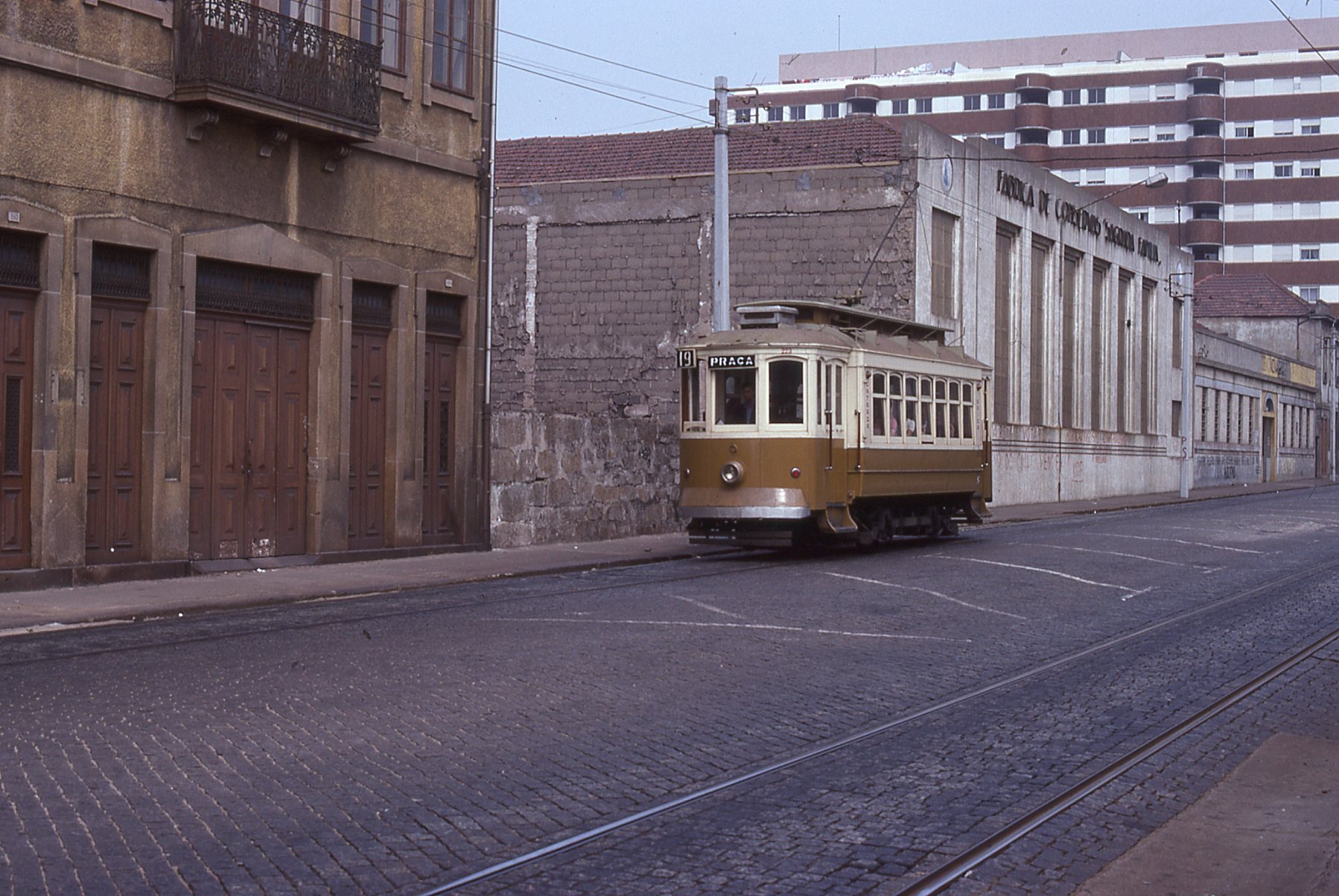
Triebwagen 201, hier noch in Porto
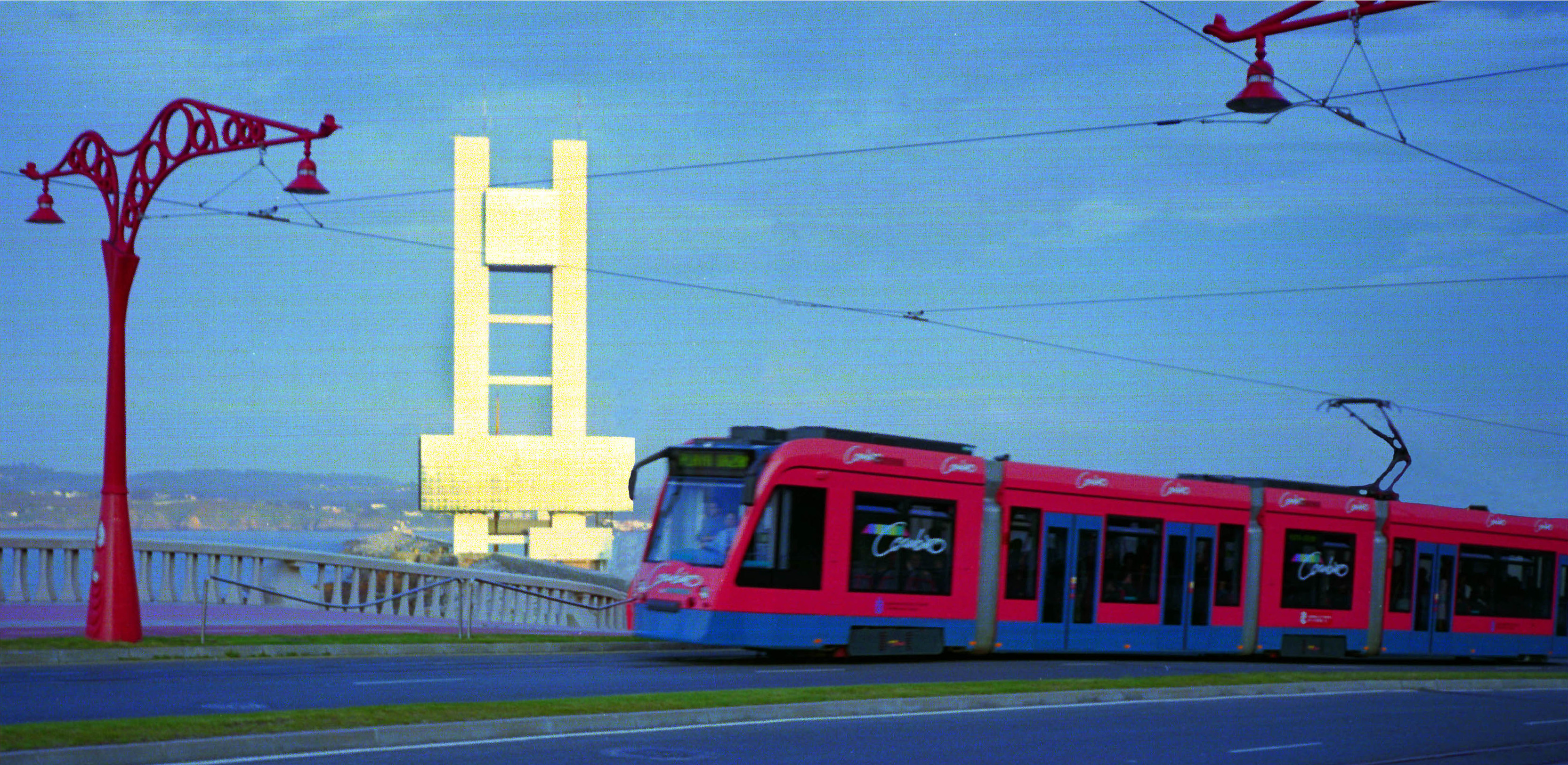
Siemens Combino vor dem Seekontrollturm von A Coruña (1999)

### Betrieb

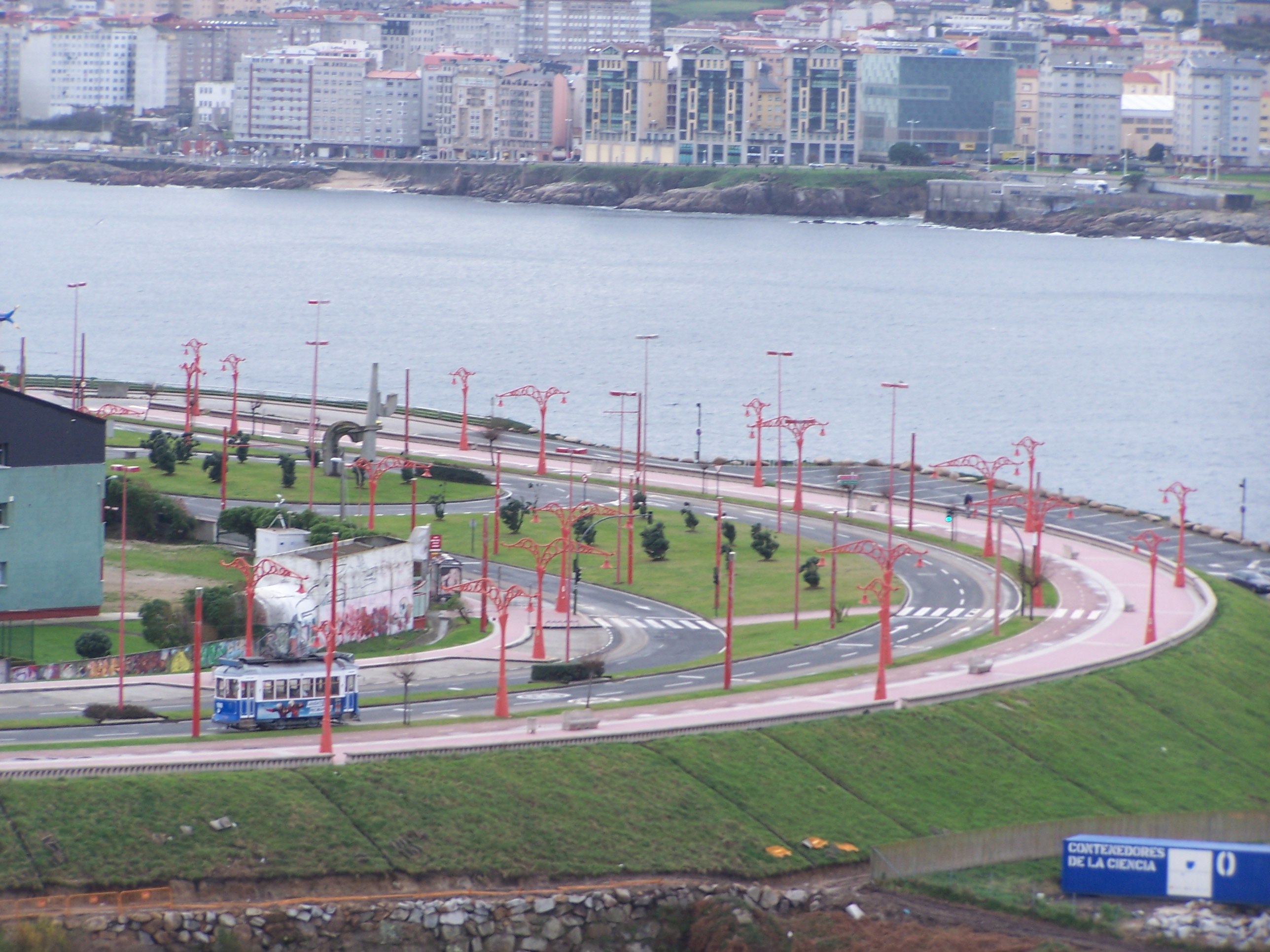
Strecke mit Gleisen auf den rechten Fahrstreifen der vierspurigen Uferstraße beim Aquarium Finisterrae

Während der Sommermonate fuhr die Straßenbahn in der Regel täglich im 20-Minuten-Takt, wobei alle betriebsfähigen Triebwagen zum Einsatz kamen. Außerhalb dieser Zeit verkehrte die Bahn lediglich an den Wochenenden. Dann pendelte ein einziger Triebwagen im Stundentakt zwischen den Endhaltestellen.

### Ausblick
Obwohl die Bahn die historische Altstadt La Coruñas mit den Badestränden, dem historischen Aussichtsturm Torre de Hércules und dem bekannten Meerwasseraquarium Aquarium Finisterrae verband, wurde der Betrieb im Jahr 2011 eingestellt. Die Entgleisung des Wagens 100 hatte zwar keine schwerwiegenden Auswirkungen, warf jedoch Fragen bezüglich der Sicherheit der Infrastruktur auf. Die Schließung wurde als vorübergehend angekündigt, doch die Fahrzeuge verließen den Betriebshof danach nicht wieder.
Der weitere Ausbau zu einem modernen Niederflurnetz kam aufgrund veränderter politischer Mehrheiten ins Stocken. Mehrere Versuche zur Wiederbelebung scheiterten, schließlich stellte die Stadt alle entsprechenden Bemühungen offiziell ein.
Das weiterführende Projekt hatte drei Linien vorgesehen:
- Linie 1: Monte Alto – Plaza de Pontevedra – Universidad
- Linie 2: Los Rosales – Plaza de Pontevedra
- Linie 3: Plaza de Pontevedra – Verknüpfungspunkt der Linien 1 und 2

Ein Wechsel der Regierungspartei innerhalb des Stadtparlaments brachte das Thema 2019 wieder auf die Tagesordnung. Die Umfrage einer örtlichen Zeitung ergab eine breite Akzeptanz seiner Pläne in der Bevölkerung. Da jedoch die Infrastruktur der Straßenbahn seit ihrer Schließung kaum gepflegt wurde, ist sie mittlerweile vollständig überholungsbedürftig. Zudem hatte die vorherige, vom konservativen Partido Popular de Galicia (PPdeG) dominierte Stadtverwaltung Teile der Gleise und der Oberleitung entfernen lassen.
2021 wurde mit dem Abbau der Fahrleitungsmasten begonnen. Die vorhandenen sieben Triebwagen sowie Teile der Werkstatteinrichtung sollen von der Straßenbahn Sóller übernommen werden.